# Tolly Cobbold Classic
Das Tolly Cobbold Classic war ein professionelles Snookerturnier. Es wurde zwischen 1979 und 1984 jährlich ausgetragen. Austragungsort des von der Brauerei Tolly Cobbold gesponserten Turniers war die Corn Exchange in Ipswich.
Weltranglistenpunkte gab es für das Turnier keine, da es sich um ein Einladungsturnier handelte. Das Preisgeld stieg mit der Zeit an und betrug für den Sieger in der letzten Auflage 7.000 britische Pfund. Es nahmen immer acht Teilnehmer an dem Turnier teil, bis auf 1980, als es nur vier waren. 
Nach 1984 wurde das Turnier durch die wiederbelebten English Professional Championship ersetzt, die ebenfalls in Ipswich stattfanden.

## Sieger
| Jahr                                           | Sieger                                         | Finalist                                       | Ergebnis                                       | Saison                                         |
| Tolly Cobbold Classic (kein Ranglistenturnier) | Tolly Cobbold Classic (kein Ranglistenturnier) | Tolly Cobbold Classic (kein Ranglistenturnier) | Tolly Cobbold Classic (kein Ranglistenturnier) | Tolly Cobbold Classic (kein Ranglistenturnier) |
| ---------------------------------------------- | ---------------------------------------------- | ---------------------------------------------- | ---------------------------------------------- | ---------------------------------------------- |
| 1979                                           | Alex Higgins                                   | Ray Reardon                                    | 5:4                                            | 1978/79                                        |
| 1980                                           | Alex Higgins                                   | Dennis Taylor                                  | 5:4                                            | 1979/80                                        |
| 1981                                           | Graham Miles                                   | Cliff Thorburn                                 | 5:1                                            | 1980/81                                        |
| 1982                                           | Steve Davis                                    | Terry Griffiths                                | 8:3                                            | 1981/82                                        |
| 1983                                           | Steve Davis                                    | Tony Knowles                                   | 7:5                                            | 1982/83                                        |
| 1984                                           | Steve Davis                                    | Dennis Taylor                                  | 8:2                                            | 1983/84                                        |